# Tjänsteförseelse
Tjänsteförseelse, begrepp enligt lagen om offentlig anställning, LOA.
En arbetstagare, som uppsåtligen eller av oaktsamhet åsidosätter sina skyldigheter i anställningen, får meddelas disciplinpåföljd för tjänsteförseelse (LOA 14 §). Disciplinpåföljder är varning eller löneavdrag.
Löneavdrag får göras för högst trettio dagar. Löneavdraget per dag får uppgå till högst 25 procent av daglönen.
Beslut om disciplinpåföljder (LOA 15 §) fattas ofta av myndighetens personalansvarsnämnd.
Genom kollektivavtal kan avvikelse från bestämmelserna om disciplinpåföljder göras (LOA 16 §).